# Ливерпуль (женский футбольный клуб)
Женский футбольный клуб «Ливерпуль» (англ. Liverpool Football Club Women) — профессиональный женский футбольный клуб из Ливерпуля, филиал футбольного клуба «Ливерпуль». Один из клубов основателей женского чемпионата Англии. С сезона 2020/21 выступает в Женском чемпионшипе Футбольной ассоциации.

## История
Основан в 1989 году под именем «Ньютон ЛФК» (англ. Newton LFC), через два года был переименован в «Ноусли Юнайтед» (англ. Knowsley United WFC) и стал клубом-основателем Национального Первого дивизиона, который был создан под руководством Женской футбольной ассоциации. Первым значительным достижением клуба стал выход в финал Кубка Премьер-лиги среди женщин в 1993 году, в котором ливерпульские девушки уступили лондонскому «Арсеналу» (матч прошёл на старом стадионе «Уэмбли»). Несмотря на проигрыш, с выходом в финал Кубка девушек поздравил член парламента Эдуард О’Хара, опубликовав своё обращение в газете Early Day Motion. В 1994 году «Ноусли Юнайтед» вышел в финал Кубка Англии, но проиграл команде «Донкастер Роверз Белльз» на стадионе «Глэнфорд Парк». Летом 1994 года клуб стал аффилиатом «Ливерпуля» и сменил имя на «Ливерпуль Ледис».
В течение 1990-х годов женский «Ливерпуль» оставался в Национальной Премьер-лиге, но недостаточное финансирование и отсутствие должной поддержки со стороны самого «Ливерпуля» привело к вылету в Северный Дивизион Футбольной ассоциации в 2000 году. Через четыре года команда вернулась в Премьер-лигу, но выиграла всего два матча и опять вылетела в Северный Дивизион, вернувшись обратно в 2007 году. В 2008 году команда стала третьей по итогам турнира, но уволила тренера Дэвида Брэдли. В 2009 году «Ливерпуль Ледис» вылетели опять в Северный Дивизион, но вернулись триумфально в Премьер-Лигу, проиграв всего один матч. В том же сезоне «мерсисайдки» получили приз «Честная игра» от Футбольной ассоциации, установив уникальный рекорд: в сезоне 2009/2010 никто из футболисток Ливерпуля не получал карточек. В 2011 году в апреле месяце клуб стал основателем Женской футбольной лиги Футбольной ассоциации

## Принципиальные противники
Основным принципиальным противником «мерсисайдок» является женская команда «Эвертон», однако слишком малый опыт выступления в Премьер-лиге вынудил «красных» играть со множеством более слабых команд, и со временем принципиальнейшими противниками «Ливерпуля» стали «Транмир Роверс Ледис» и «Линкольн Ледис».

## Текущий состав
| 1  | Флаг Англии         | Вр  | Рейчел Лоус         | 1990 |  |  |  |  |  |
| 13 | Флаг Канады         | Вр  | Райли Фостер        | 1998 |  |  |  |  |  |
|    |                     |     |                     |      |  |  |  |  |  |
| 2  | Флаг Англии         | Защ | Бекки Джейн         | 1992 |  |  |  |  |  |
| 3  | Флаг Англии         | Защ | Лиэнн Роуб          | 1993 |  |  |  |  |  |
| 5  | Флаг Ирландии       | Защ | Нив Фэйхи (капитан) | 1987 |  |  |  |  |  |
| 6  | Флаг Англии         | Защ | Софи Брэдли-Окленд  | 1989 |  |  |  |  |  |
| 12 | Флаг Англии         | Защ | Тейлор Хайндс       | 1999 |  |  |  |  |  |
| 15 | Флаг Новой Зеландии | Защ | Мейкайла Мур        | 1996 |  |  |  |  |  |
|    |                     |     |                     |      |  |  |  |  |  |
| 4  | Флаг Уэльса         | ПЗ  | Рианнон Робертс     | 1990 |  |  |  |  |  |
| 8  | Флаг Англии         | ПЗ  | Джейд Бейли         | 1995 |  |  |  |  |  |

| 18 | Флаг Уэльса            | ПЗ  | Кери Холланд                   | 1997 |  |  |  |  |  |
| 19 | Флаг Англии            | ПЗ  | Эми Роджерс                    | 2000 |  |  |  |  |  |
| 21 | Флаг Англии            | ПЗ  | Мисси Бо Кирнс                 | 2001 |  |  |  |  |  |
| 24 | Флаг Англии            | ПЗ  | Кирсти Линнетт                 | 1993 |  |  |  |  |  |
| 27 | Флаг Северной Ирландии | ПЗ  | Рейчелл Фернесс (вице-капитан) | 1992 |  |  |  |  |  |
|    |                        |     |                                |      |  |  |  |  |  |
| 7  | Флаг Англии            | Нап | Джессика Кларк                 | 1989 |  |  |  |  |  |
| 9  | Флаг Дании             | Нап | Амалия Теструп                 | 1995 |  |  |  |  |  |
| 10 | Флаг Англии            | Нап | Ринсола Бабаджиде              | 1998 |  |  |  |  |  |
| 11 | Флаг Англии            | Нап | Мелисса Лоули                  | 1994 |  |  |  |  |  |
| 14 | Флаг Англии            | Нап | Эшли Ходсон                    | 1995 |  |  |  |  |  |

## Тренерский штаб
- Главный тренер: Мэтт Бирд
- Ассистент главного тренера: Эмбер Уайтли
- Ассистент главного тренера: Пол Макхью
- Тренер вратарей: Джо Поттс
- Тренер-аналитик: Джордан Кеван
- Физиотерапевт: Ханна Чоэн
- Тренер по физподготовке: Хрис Андервуд
- Доктор: Амелия Вудхауз

## Титулы
- Северный Дивизион Премьер-Лиги:
  - Чемпионы (3): 2003-04, 2006-07, 2009-10
- Кубок Англии:
  - Финалисты (3): 1993-94, 1994-95, 1995-96
- Кубок Английской лиги:
  - Финалист: 1992-93